# Tetraserica hilaris
Tetraserica hilaris är en skalbaggsart som beskrevs av Ahrens och Fabrizi 2009. Tetraserica hilaris ingår i släktet Tetraserica och familjen Melolonthidae. Inga underarter finns listade i Catalogue of Life.